# Hercegkút
Hercegkút (korábbi nevén Trautsonfalva, németül: Trautsondorf) község Borsod-Abaúj-Zemplén vármegye Sárospataki járásában, Miskolctól kb. 80 kilométerre északkeletre, Sárospataktól 4 km-re északnyugatra, a Tokaji borvidéken.

## Fekvése
Mindössze három települési szomszédja van: észak felől Makkoshotyka (6 km), délkelet felől Sárospatak, északnyugat felől pedig Komlóska. Keletről, délről és nyugatról egyaránt Sárospatakhoz tartozó külterületek határolják.
Csak közúton közelíthető meg, a 37-es főút felől, ahonnan Makkoshotyka irányába kell letérni a 38 115-ös útra, majd bő egy kilométer után balra fordulni a 37 133-as számú mellékútra.

## Története
A község területe a 18. század elejéig a Rákócziak uradalmához tartozott. A település 1750-ben jött létre, mikor a Rákóczi-szabadságharc után elnéptelenedett területre akkori földesura, Trautson herceg német telepeseket hozatott, hasonlóképpen a közeli Károlyfalva (Karlsdorf) és Rátka (Ratkau) falvakkal együtt. A település eredetileg az ő nevét viselte, Trautsondorfnak, magyarul Trautsonfalvának vagy Trauczonfalvának hívták. A telepesek főként szőlőgazdálkodással foglalkoztak.
1788-ban épült a barokk templom. Az alapító család kihaltával a települést a sárospataki uradalomhoz csatolták, és annak sorsában osztozott, de 1876-ban különvált a sárospataki uradalomtól. 1903-ban egy nagy tűzvészben a falu leégett, azonban hamarosan újraépült.
A 20. század elején Zemplén vármegye Sárospataki járásához tartozott.
1910-es népszámláláskor 934 lakosából 931 magyar volt, ebből 903 római katolikus, 19 izraelita volt.

## Közélete

### Polgármesterei
| Időszak   | Név            | Jelölő szervezet                                   |
| --------- | -------------- | -------------------------------------------------- |
| 1990–1994 | Hoffmann János | független                                          |
| 1994–1998 | Hoffmann János | független                                          |
| 1998–2000 | Götz János     | független német kisebbségi                         |
| 2000–2002 | Rák József     | független német kisebbségi                         |
| 2002–2006 | Rák József     | független német kisebbségi                         |
| 2006–2010 | Rák József     | független                                          |
| 2010–2011 | Rák József     | független                                          |
| 2010–2014 | Rák József     | független [csak névrokona az előző faluvezetőnek!] |
| 2014–2019 | Rák József     | független                                          |
| 2019–2024 | Rák József     | független                                          |
| 2024–     | Rák József     | független                                          |

A településen 2000. szeptember 10-én időközi polgármester-választást (és képviselő-testületi választást)  tartottak, a korábbi képviselő-testület önfeloszlatása miatt.
2011. augusztus 7-én újból időközi polgármester-választást kellett tartani Hercegkúton, ezúttal az addigi faluvezető nyugdíjazás miatti lemondása okán. Az egyetlen jelölt – aki elődjével azonos nevet visel, bár nem is közeli rokonok – ellenfelek hiányában 100 %-os eredménnyel nyerte meg az időközi választást.

## Népesség
A település népességének változása:
| Lakosok száma | 662  | 667  | 655  | 637  | 615  | 625  | 604  |
|               | 2013 | 2014 | 2015 | 2021 | 2022 | 2023 | 2024 |

2001-ben a település lakosságának 53%-a magyar, 47%-a német nemzetiségűnek vallotta magát,
A 2011-es népszámlálás során a lakosok 89,6%-a magyarnak, 0,2% bolgárnak, 0,2% lengyelnek, 55,6% németnek, 0,2% szlováknak mondta magát (10,3% nem válaszolt; a kettős identitások miatt a végösszeg nagyobb lehet 100%-nál). A vallási megoszlás a következő volt: római katolikus 75,4%, református 6,1%, görögkatolikus 1,1%, evangélikus 0,2%, felekezeten kívüli 1,2% (15,8% nem válaszolt).
2022-ben a lakosság 96,1%-a vallotta magát magyarnak, 41,3% németnek, 0,3% szlováknak, 0,2% bolgárnak, 2% egyéb, nem hazai nemzetiségűnek (3,4% nem nyilatkozott; a kettős identitások miatt a végösszeg nagyobb lehet 100%-nál). Vallásuk szerint 69,3% volt római katolikus, 6,8% református, 2,1% görög katolikus, 0,5% egyéb keresztény, 0,2% evangélikus, 2,4% felekezeten kívüli (17,4% nem válaszolt).

## Látnivalók
- Római katolikus templom (1788)
- Sváb tájház (Kossuth utca)
- Világörökségi pincesorok (Gombos-hegyi, Kőporosi)
- Gombos-hegyi kálvária
- Szabadidő- és sportcentrum (Petőfi utca végén)
- Pogány-kút és környéke
- Gyöngyszem Német Nemzetiségű Általános Iskola és Óvoda
- Művelődési ház
- Götz János szobrászművész mellszobra
- Pihenőpark szabadtéri színpaddal, szökőkúttal a Sváb söröző mögött
- Frikker-Tokaj-Hegyalja (borászat) https://facebook.com/frikkertokajhegyalja.hu/
- Götz Pincészet www.gotzpinceszet.hu
- A Szovjetunióba elhurcolt falusiak emlékműve[21]
- Tradicionális Kádárüzem www.traditionalbarrels.com
- Virág Vendégház www.viragvendeghaz-hercegkut.hu
- Helén Panzió www.helenpanzio.hu
- Gombos-hegyi kilátó
- Trautson Tanösvény

## Híres hercegkútiak
- Götz János (1941–1971) szobrászművész
- Stumpf István kancelláriaminiszter, alkotmánybíró[22]

- Sok szálon kötődik Hercegkúthoz Derczó István építőipari vállalkozó, akit a település a díszpolgárává is választott.[23]

## Nyári rendezvények
- Zenemplén amatőr rockfesztivál
- Hercegkútról származók találkozója
- Zempléni művészeti napok
- Őszváró Boros Kőporos (Trautsons Bor és Kultúráért Egyesület szervezésében)
- Forralt Boros Kőporos (Trautsons Bor és Kultúráért Egyesület szervezésében)
- Borradalom (Trautsons Bor és Kultúráért Egyesület szervezésében)

## Képek

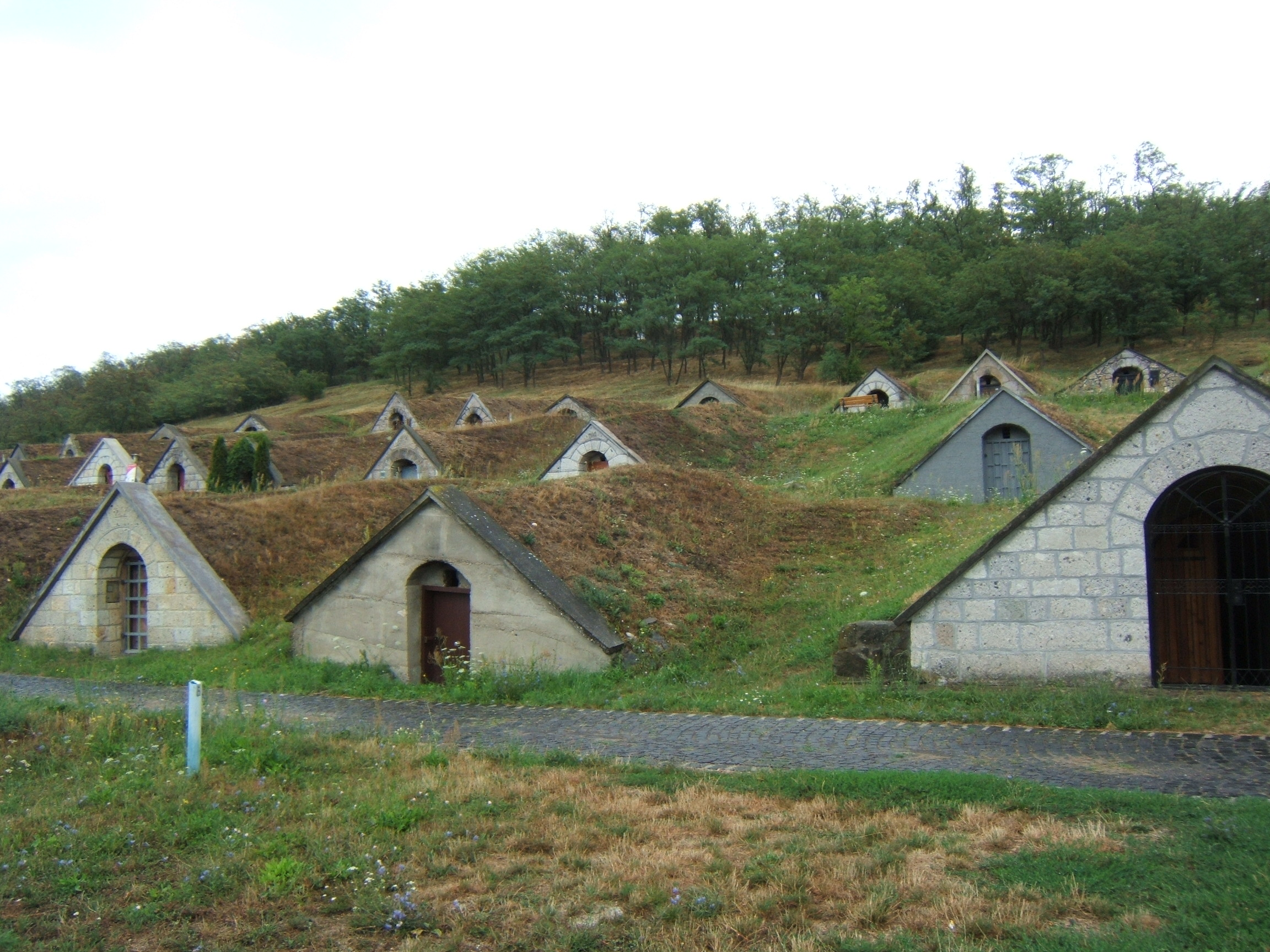
A gombos-hegyi pincesor részlete
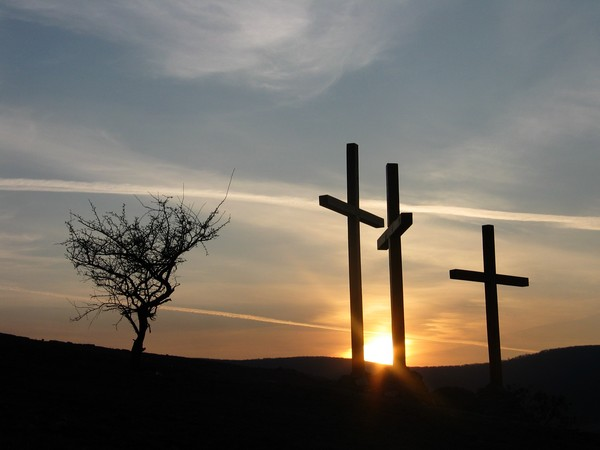
A kálvária naplementében